# Templjarji
Templjarski red  ( lat. Pauperes commilitones Christi Templique Salomonici Hierosolymitanis) uradno Red siromašnih vitezov Kristusa in Salomonovega templja, je bil eden najstarejših krščanskih duhovniških viteških redov, ki ga je leta 1119 v Jeruzalemu ustanovil ustanovil Hugo Paynski, s sedmerico francoskih vitezov, z namenom, da bi branil svete kraje v Palestini in varoval krščanske romarje. 

## Zgodovina reda
Red je imel sprva le osem članov, vendar pa je njihov sloves kmalu narasel in z njim tudi število pripadnikov. Ime so dobili po prvem samostanu, zgrajenem v bližini Salomonovega templja v Jeruzalemu. Vodilo reda je napisal sv. Bernard iz Clairvauxa. Člani so se delili na viteze, duhovnike in brate pomočnike. Red je vodil veliki mojster, vsak samostan pa je upravljal prior. Templjarji so nosili bel plašč, z rdečim križem na prsih. Razširili so se po zahodnem krščanskem svetu, število članov je preseglo 20.000. Red si je pridobil neznansko premoženje in vplival na politično življenje. 
Matični samostan so po izgonu križarjev iz Palestine leta 1291 prestavili na Ciper, zatem pa v Francijo.

### Bančništvo
Templjarji so si kmalu pridobili veliko bogastvo, saj jim je veliko takratnih vladarjev podarjalo zemljo in denar. V takratnem času je bilo prepovedano dajati posojila za obresti, zato so se templjarji odločili, da bodo posojali denar tako, da bodo ljudje, ki si bodo hoteli izposoditi denar, najprej morali položiti določeno vsoto denarja (polog). Šele nato so lahko vzeli posojilo. S tem so preslepili krščansko Cerkev, ki je prepovedovala obresti na posojila. Imeli so posestva na mnogo krajih v Evropi, tam so zgradili, kupili ali dobili kot darove majhne hiše (komende), ki so služile kot podružnice današnjih bank. Tam so ljudje lahko hranili denar, dajali posojila, plačevali najemnino (če so imeli najeto zemljo, ki je bila v lasti templjarjev), ukvarjali pa so se tudi s prenosom denarja na dolge razdalje (nekakšni potovalni čeki). Skratka, imeli so zelo velik finančni vpliv za takratni čas, zato so nekateri mnenja, da so osnovali poznejši bančni sistem v Evropi.

### Razpustitev reda
Templjarji so s svojim bogastvom (čeprav naj bi bili revni) in vplivom postajali vedno močnejši in pomembnejši. Kralj Filip IV. Francoski ali Filip Lepi, velik finančni dolžnik templjarskega reda, je dal 13. oktobra leta 1307 (po tem dogodku in dnevu je nastal izraz za nesrečni dan črni petek ali petek trinajstega) aretirati velikega mojstra de Molaya in 60 njegovih bratov templjarskih vitezov. Ob prestanih izjemno hudih mučenjih, ki jih je skupaj s celotnim procesom priprave aretacij in izmišljenih obtožb z namenom uničenja templjarskega reda in prevzema njihovega bogastva, organiziral dominikanski menih, inkvizitor in kraljev spovednik Guillaume de Paris (William of Paris), so bili de Molay in njegovi vitezi prisiljeni izreči vrsto krivih priznanj, katere pa je veliki mojster de Molay pozneje preklical. 18. marca 1314 sta bila v Parizu zadnji veliki mojster templjarjev Jacques de Molay in njegov pomočnik, sežgana na grmadi. Papež Klemen V. je 22. marca 1312 s papeško bulo Vox in excelso red razpustil, premoženje reda pa dodelil Ivanovcem. V drugih deželah so ga tudi dobili, v Franciji pa si je večino prisvojil kralj.

### Legenda o pogromu nad templjarji
| Latinski izvirnik | Slovenski prevod |
| --- | --- |
| Excidio Templariorum non diu supervixere eius auctores, Papa Avenionensis et Galliarum Rex. Etenim Clemens V. ad XII. Calend. Maias anno. Ae.V. 1314. Pontificatus autem octavo, mense decimo, variis diu aegritudinibus afflictatus, post disenteria, et stomachi laterumque dolore confectus diem clausit extremum. Philippus autem pulcher non diu post eandem ivit viam; nam eius Filius Ludovicus X. die S. Stephani primi Martyris, dicto anno, a Remensi Archi-Episcopo est sacro oleo inunctus. Refert Fulgosus apud Hospian. et Wolf. Templarium quendam, gente Neapolitanum, in urbe Burdegala ad ignem damnatum, conspectis ad fenestram Pontifice ac Philippo Rege, magna voce in haec verba prorupisse: Saevissime Clemens Tyranne, posteaquam mihi inter mortales nullus iam superest ad quem appellem pro gravi morte, qua me per iniuriam assicis, ad iustum iudicem Christum, qui me redemit, appello, ante cuius tribunal te voco, una cum Philippo Rege, ut intra annum diemque ambo illic compareatis, ubi causam meam exponam, et jus sine pravo affectu ullo administrabitur. Intra id quoque tempus Clementem ac Regem mortuos. Equidem quo historiam aut confirmem aut refellam, mihi non suppetit; video tamen Drexelium Societatis Jesu Patrem et credidisse, et cordi adeo habuisse, ut l. 2. de tribun. Christ. c. 3. exclamarit: Quis neget, geniale aliquid, et divinum hic intervenisse, supremo Numine consciscente? | »Začetnika templjarskega uničenja, avignonski papež in francoski kralj, ga nista za veliko časa preživela. Pravzaprav je dejstvo, da je Klemen V. končal svoj zadnji dan dvanajstega dne pred majskimi kolendami 1314, osmo leto in deseti mesec svojega papeževanja; mučile so ga razne bolezni, ko je trpel za drisko ter bolečinami v želodcu in ledjih. Filipu Lepemu tudi ni ostalo mnogo življenjske poti po teh dogodkih. Njegovega sina Ludvika X. je mazilil s svetim oljem reimški nadškof na praznik svetega Štefana, prvega mučenca, še istega leta. Fuglosus poroča - glej Wirth in Wolf - , da je neki templjar, po rodu Neapeljčan, ki je bil obsojen na sežig na grmadi v Bordeaux-ju, zakričal na ves glas, medtem ko je zagledal papeža in kralja Filipa na oknu: »Klemen, neusmiljeni trinog, jaz nimam nikogar med živimi, ki bi se potegnil zame zavoljo moje strašne smrti, ki si jo povzročil s svojo krivičnostjo. Sklicujem se na Kristusa, pravičnega sodnika, ki me je zveličal, in te pozivam pred njegovo sodišče skupaj s kraljem Filipom, tako da se bosta v roku enega leta in enega dneva oba prikazala tam. Tam se bom skliceval na moj primer, in vsakemu bo prisojena neokrnjena pravica.« In v tem obdobju sta umrla oba, Klemen in Kralj. Kar se mene tiče, ne bi niti potrdil niti zanikal te zgodbe. Vendar vidim, da jezuitski pater Drexelius popolnoma verjame to zgodbo in mu je bila tako zelo pri srcu, da v knjigi »O Kristusovem sodišču« vzklika: »Kdo bi mogel zanikati, da obstaja neka genialnost in Božje posredovanje v tej zadevi, ki ga določa Najvišja Volja?« |

## Templarji na Slovenskem
Na Slovenskem so se templarji nekdaj naselili v Ljubljani, v Beli Krajini in v Prekmurju (Selo, Murska Sobota).